# Академия ФК «Зенит»
Академия ФК «Зенит» — петербургская футбольная детско-юношеская школа олимпийского резерва. Известна также как «Газпром Академия». Является неоднократным победителем и призёром соревнований по футболу различного масштаба (в России и за рубежом), а также служит основной базой по подготовке спортивных резервов для «Зенита».

## История

### Эпоха «Смены»
Спортивная школа берёт своё начало с 1968 года, когда на базе Центральной ДЮСШ ГОРОНО была образована ДЮСШ «Смена». Причиной решения об образовании школы стало неудачное выступление «Зенита» в сезоне 1967 года, когда клуб оказался на последнем месте. Лишь в связи с 50-летием Октябрьской революции состав команд группы «А» был расширен до 20 команд, что позволило «Зениту» остаться в группе.
Организатором и первым директором «Смены» стал Дмитрий Николаевич Бесов. В «Смене» работали такие известные тренеры как В. Савин, которым была создана целая методика подготовки вратарей в ДЮСШ, Евгений Архангельский, Владимир Вильде, В. Смагин, Олег Шилин, Алексей Яблочкин и другие.
В первые годы у «Смены» не было основной спортивной базы, а кабинет Бесова находился в полуподвальном помещении на углу Лиговского проспекта и улицы Некрасова. В 1975 году для школы был построен современный спортивный комплекс.
1 июля 2009 года в связи со сменой владельца «Смена» была переименована в АНО ДОД ДЮСШ «Смена-Зенит» (Автономная некоммерческая организация дополнительного образования детей «Детско-юношеская спортивная школа „Смена-Зенит“»), учредителем школы вместо Комитета по физической культуре и спорту Санкт-Петербурга, стал ФК «Зенит».

### Академия ФК «Зенит»
В сентябре[уточнить] школа была преобразована в Академию ФК «Зенит», которая в свою очередь делится на юношескую — U-7-U-12 (от 7 до 12 лет) и профессиональную — U-13 (Зенит-М).
Команда Академии ФК «Зенит» U-17 — участник проводящегося с сезона-2019/20 турнира Юношеской футбольной лиги — первенства среди юношей академий профессиональных футбольных клубов России.

### Стадион
Стадион академии «Зенита» продолжает носить название «Смена». Летом 2018 года была начата реконструкция, в июле 2019 года прошли первые матчи (товарищеский матч «Зенит-2» — «Ленинградец», «Зенит» — «Тамбов» и «Зенит» — «Краснодар» в рамках молодёжного первенства, а также игра Первенства ПФЛ «Зенит-2» — «Долгопрудный»), официальное открытие обновлённого стадиона состоялось 6 августа 2019 года в день матча «Зенит-2» — «Барселона» U-19. Вместимость была увеличена с одной тысячи мест до трёх, постелен новый газон. Стадион является частью спортивного комплекса при Академии «Зенита», включающего в себя несколько тренировочных полей, залов и неподалёку расположенный ДСИ «Зенит».
Помимо главной арены (поле № 1) есть ещё несколько полей, на которых проходят матчи: поле № 5, поле № 2. Являются домашними для различных команд «Зенита»: второй, молодёжной, команд ЮФЛ, женских команд.
Прежний стадион в 1990-е—2000-е годы был местом проведения домашних матчей команд «Смена-Сатурн»/«Сатурн-1991», «Зенит»-д/«Зенит-2» и других в рамках первенства России (в том числе — в Первой лиге на 2-м поле).

## Руководство Академии
- Василий Костровский — координатор юношеских команд Академии
- Андрей Горлов — координатор филиалов Академии
- Анатолий Давыдов — директор Академии

## Тренерский отдел
- Алексей Тихомиров — старший тренер[15][16]
- Василий Костровский — координатор детско-юношеских команд
- Дмитрий Радченко — тренер нападающих
- Андрей Михайлов — тренер вратарей
- Александр Владимиров — тренер вратарей
- Антон Цветков — тренер вратарей
- Андрей Горлов — координатор филиалов
- Сергей Лебедев — тренер по физической подготовке
- Александр Тимошин — тренер по физической подготовке
- Кирилл Семенов — тренер по физической подготовке
- Наталья Гуменюк — тренер по физической подготовке
- Ирина Рюхина — спортивный психолог
- Максим Мосин — тренер команды 2005 г.р.

## Тренерский штаб
Команда 2003 г. р.
- Игорь Лебедев
- Андрей Почепцов

Команда 2004 г. р.
- Дмитрий Поляков
- Павел Первушов

Команда 2005 г. р.
- Константин Коноплев
- Евгений Зезин

Команда 2006 г. р.
- Александр Селенков
- Евгений Тарасов

Команда 2007 г. р.
- Константин Линев
- Максим Коваленко

Команда 2008 г. р.
- Николай Красавин
- Сергей Киселев

Команда 2009 г. р.
- Антон Иванов

Команда 2010 г. р.
- Марат Лазарев
- Борис Купецков

Команда 2011 г. р.
- Дмитрий Алексеев

Команда 2012 г. р.
- Владимир Малышев

## Клубы, связанные со школой
- «Зенит»
- «Сатурн-1991»
- «Смена-Зенит»